# Мисс США 2006
Мисс США 2006 (англ. Miss USA 2006) — 55-й конкурс красоты Мисс США, проведён в Royal Farms Arena, Балтимор, штат Мэриленд 21 апреля. Победительницей стала Тара Коннер представительница штата Кентукки.
Конкурс проводился второй раз в городе Балтимор, конкурс проводился в Royal Farms Arena. Участницы начали прибывать 2 апреля 2006 года и участвовать в мероприятии за три недели до конкурса. Включая путешествие в город Нью-Йорк для участия в презентации книги «The Miss Universe Guide to Beauty» и выступление на «Regis and Kathy», «The Early Show» и «Total Request Live».
Ведущими вечера стали — Нэнси О’Делл (вела конкурс красоты в 2004 и 2005 году) и Эндрю Джон Лэчи. Комментировал Карсон Крессли звезда сериала «Натурал глазами гея». Специальным гостем была группа «East Village Opera Company».
Финал транслировался по телеканалу «NBC», число зрителей составило 7.77 миллионов, это второе, самое низкое число зрителей.
Победительница представляла на международном конкурсе красоты «Мисс Вселенная 2006» 23 июля 2006 года, где она стала 4-й Вице мисс.

## Результаты

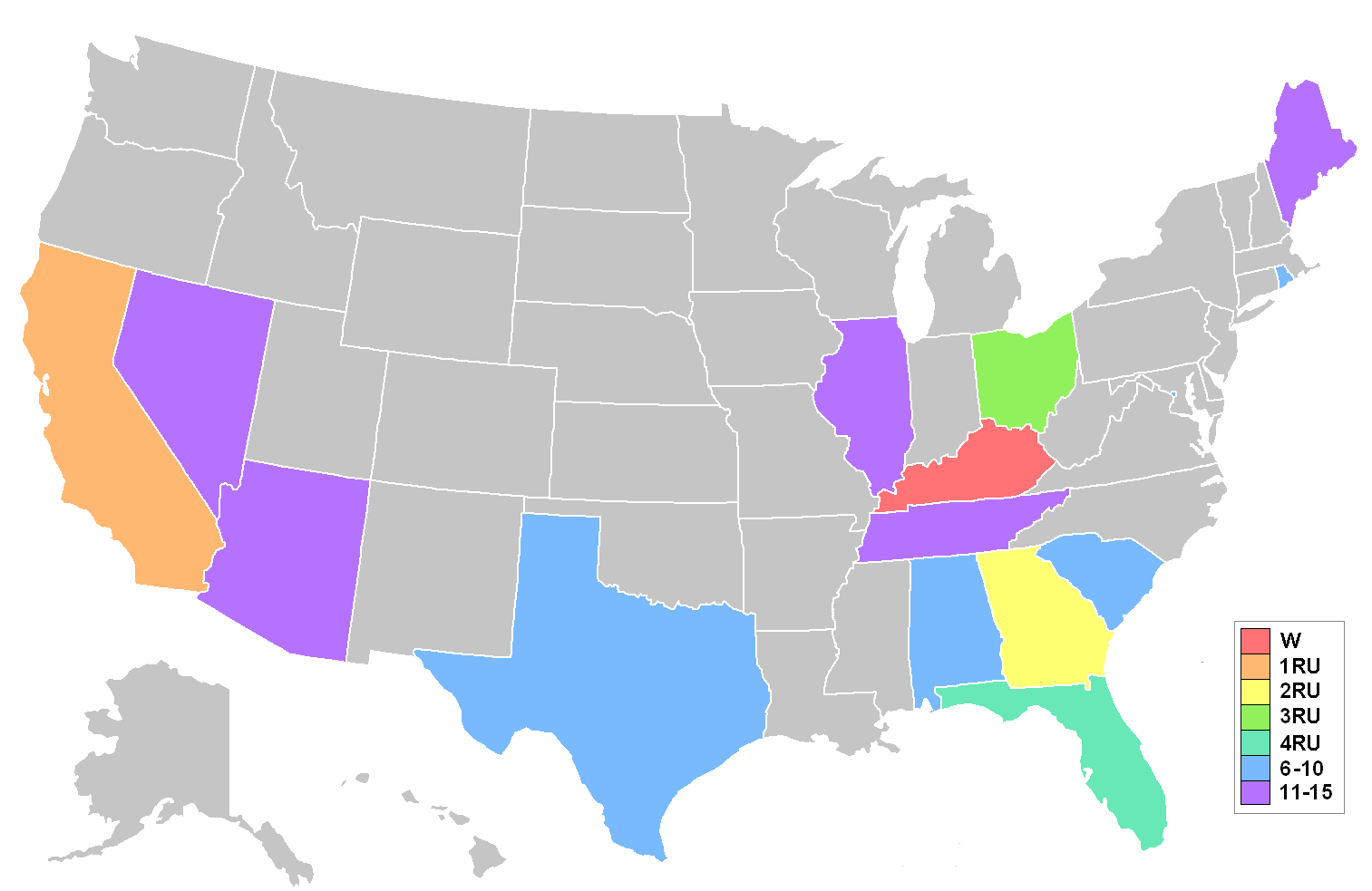
Карта США, показывающая штаты-участницы финала «Мисс США 2006»

| Финальный результат | Конкурсантка |
| ------------------- | --- |
| Мисс США 2006       | - Кентукки — Тара Коннер |
| 1-я Вице Мисс       | - Калифорния — Тамико Нэш |
| 2-я Вице Мисс       | - Джорджия — Лиза Уилсон |
| 3-я Вице Мисс       | - Огайо — Стейси Оффенбергер |
| 4-я Вице Мисс       | - Флорида — Кристин Дюрен |
| Топ 10              | - Алабама — Хэйли Стидхэм - Вашингтон (округ Колумбия) — Кэндис Аллен - Род-Айленд — Лиэнн Тингли - Южная Каролина — Лейси Либранд - Техас — Лорен Лэннинг |
| Топ 15              | - Аризона — Бренна Сакас - Иллинойс — Кэтрин Уоррен - Мэн — Кэти Стернс - Невада — Лорен Сайферс - Теннесси — Лорен Гриссом                                |

### Специальные награды
| Награда              | Участницы                  |
| -------------------- | -------------------------- |
| Мисс Конгениальность | - Миннесота — Дотти Кэннон |
| Мисс Фотогеничность  | - Флорида — Кристин Дюрен  |

## Штаты-участницы

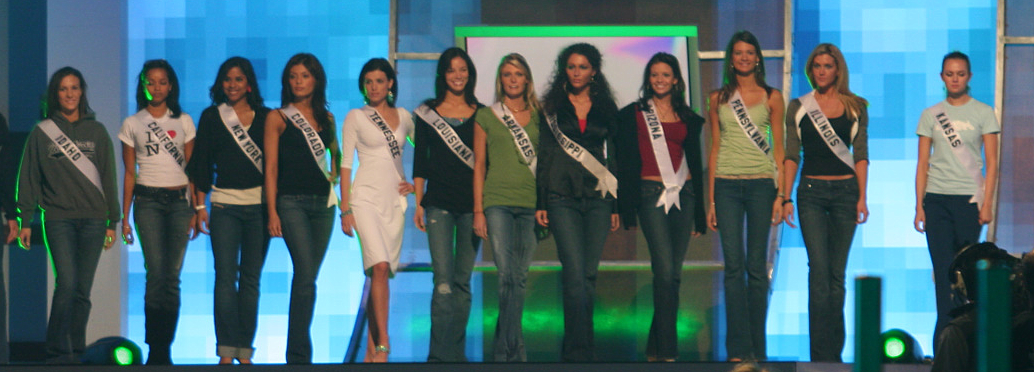
Участницы конкурса во время репетиции

| - Алабама — Хэйли Стидхэм - Аляска — Ноэль Мейер - Аризона — Бренна Сакас - Арканзас — Кимберли Форсайт - Калифорния — Тамико Нэш - Колорадо — Жаклин Мадера - Коннектикут — Жаннин Филлипс - Делавэр — Эшли Гринвелл - Вашингтон (округ Колумбия) — Кэндис Аллен - Флорида — Кристин Дюрен - Джорджия — Лиза Уилсон - Гавайи — Радаша Хохули - Айдахо — Эллисон Свон - Иллинойс — Кэтрин Уоррен - Индиана — Бриджит Бобель - Айова — Сара Корпштейн - Канзас — Эшли Олл - Кентукки — Тара Коннер - Луизиана — Кристина Куэнка - Мэн — Кэти Стернс - Мэриленд — Мелисса ДиДжулиан - Массачусетс — Тиффани Келли - Мичиган — Данелле Гай - Миннесота — Дотти Кэннон - Миссисипи — Кендра Кинг - Миссури — Кристи Капел | - Монтана — Джилл МакЛейн - Небраска — Эмили Поешль - Невада — Лорен Сайферс - Нью-Гэмпшир — Кристал Барри - Нью-Джерси — Джессика Бойингтон - Нью-Мексико — Онава Лейси - Нью-Йорк — Адриана Диас - Северная Каролина — Саманта Холви - Северная Дакота — Кимберли Крюгер - Огайо — Стейси Оффенбергер - Оклахома — Робин Уоткинс - Орегон — Эллисон Мачадо - Пенсильвания — Таня Леман - Род-Айленд — Лиэнн Тингли - Южная Каролина — Лейси Либранд - Южная Дакота — Алексис Леван - Теннесси — Лорен Гриссом - Техас — Лорен Лэннинг - Юта — Собен Юон - Вермонт — Аманда Гилман - Виргиния — Эмбер Копли - Вашингтон — Тиффани Дорн - Западная Виргиния — Джессика Ведж - Висконсин — Анна Писцителло - Вайоминг — Кристин Джордж |  |

## Судьи
Два состава судей: первый для предварительного конкурса (состоявшегося 14 апреля), а второй состав для финала (21 апреля).

| - Джефф Кимбелл — бизнесмен. - Керри Кавано — Северо-Американский бренд менеджер косметической компании «CoverGirl». - Наташа О’Делл — продюсер телеканала «Black Entertainment Television». - Валери Бойс — агент «Trump Model Management». - Арнольд Уильямс — менеджер «Abrams, Foster, Nole & William» (Пенсильвания) с 1993 года. - Робб Меррит — Вице-президент коммерческой компании в Балтиморе, Мэриленд. - Рона Гафф — Вице-президент «Trump Organization» и известна, как женщина, которая каждое утро звонит участникам реалити-шоу «Ученик», чтобы дать им указания. | - Джиллиан Барбери — актриса и репортёр утренней программы Good Day L.A.. - Донни Дойч — ведущий. - Джина Дросос — Вице-президент и Главный менеджер компании Procter & Gamble. - Стив Мэдден — основатель обувной компании, носящей его имя. - Николь Линклеттер — модель, участница «Топ-модель по-американски». - Дональд Трамп (младший) — Исполнительный Вице-президент по развитию и поглощениям. Сын Дональда Трампа. - Джеймс Хайд — актёр игравший роль Сэма Беннетта в сериале «Страсти» транслируемой на телеканале NBC. - Хайнс Уорд — бывший игрок Питтсбург Стилерз - Чэд Хедрик — конькобежец и мировой рекордсмен. |

## Специальный предварительный конкурс

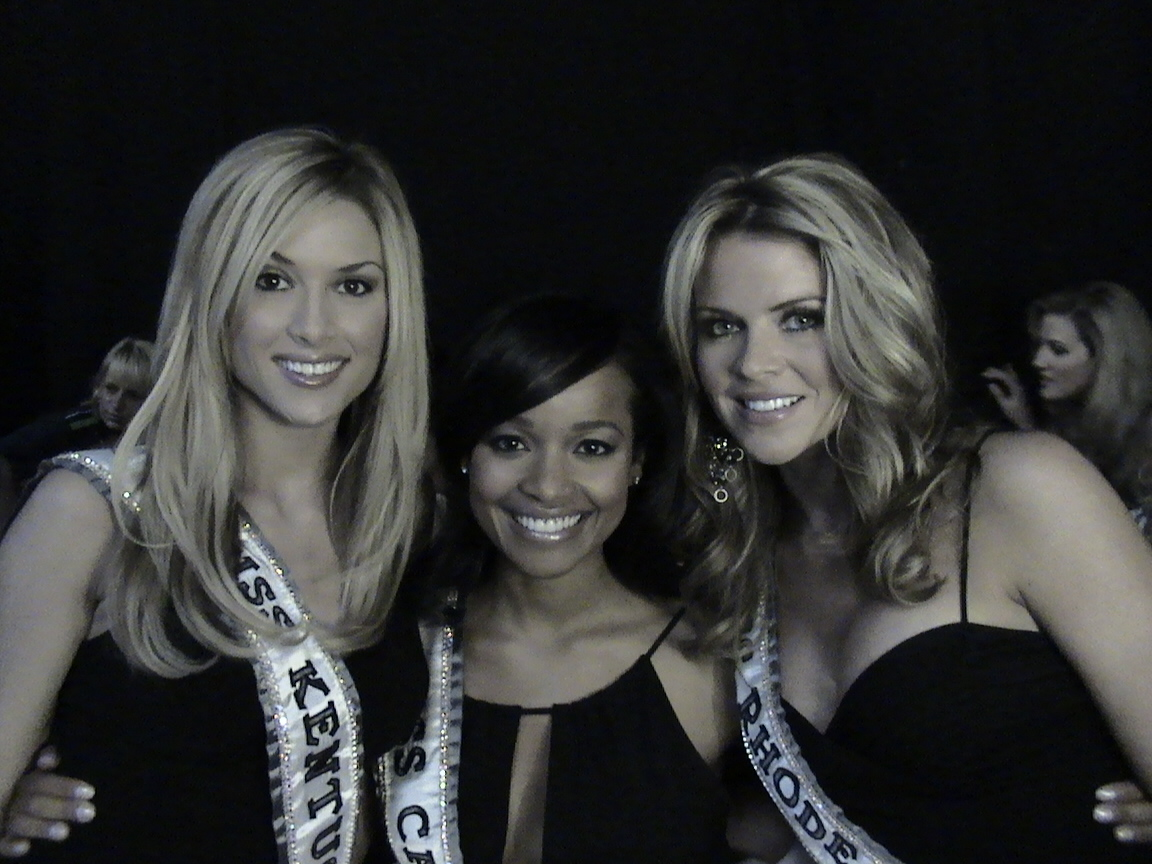
Тара Коннер, Тамико Нэш и Лиэнн Тингли за кулисами во время записи «Deal or No Deal»

Предконкурсное специальное издание «Сделка» показанный в эфире 12 апреля на телеканале NBC. Включая победительницу «Мисс США 2005» — Челси Кули и 22 участницы: Хэйли Стидхэм (Алабама), Кимберли Форсайт (Арканзас), Тамико Нэш (Калифорния), Жаннин Филлипс (Коннектикут), Эшли Гринвелл (Делавэр), Кристин Дюрен (Флорида), Кэтрин Уоррен (Иллинойс), Бриджит Бобел (Индиана), Тара Коннер (Кентукки), Кристина Куэнка (Луизиана), Кэти Стернс (Мэн), Тиффани Келли (Массачусетс), Данелле Гей (Мичиган), Дотти Кэннон (Миннесота), Кристи Капел (Миссури), Лорен Сайферс (Невада), Джессика Бойингтон (Нью-Джерси), Онава Лейси (Нью-Мексико), Саманта Холви (Северная Каролина), Кимберли Крюгер (Северная Дакота), Таня Леман (Пенсильвания), Лиэнн Тингли (Род-Айленд), Лейси Либранд (Южная Каролина), Собен Юон (Юта), Эмбер Копли (Виргиния), Джессика Ведж (Западная Виргиния).
Эллисон Мачадо (Орегон) дублёр.